# José María Barrios
José María Barrios Tejero (Zamora, 22 de abril de 1962) es un político español miembro del Partido Popular (PP), que ha servido como diputado por Zamora en el Congreso durante la XI y XII legislatura, y como senador desde la XIII hasta la XV legislatura.

## Biografía
José María Barrios Tejero nació en Zamora el 22 de abril de 1962. Es diplomado en Graduado Social por la Universidad de Salamanca y cuenta con un máster en Dirección de Personal y Recursos Humanos. Inició su carrera política en el Partido Popular y ha desempeñado diversos cargos en instituciones locales y nacionales.

### Carrera política
- Teniente de alcalde de Morales del Vino (1995-2000): En 1995, Barrios comenzó su carrera como teniente de alcalde de Morales del Vino, un cargo que ocupó hasta el año 2000.
- Alcalde de Morales del Vino (2000-2015): En 2000 asumió la alcaldía de Morales del Vino, donde fue reelegido en varias ocasiones hasta 2015, destacándose en la gestión municipal.[1]
- Vicepresidente de la Diputación Provincial de Zamora (1999-2015): Simultáneamente, desde 1999 hasta 2015, ocupó el cargo de vicepresidente en la Diputación Provincial de Zamora, donde trabajó en temas de infraestructura y desarrollo local.[4]

### Diputado en el Congreso (2015-2019)
En diciembre de 2015, Barrios fue elegido diputado por Zamora en el Congreso de los Diputados, participando en la XI y XII legislatura. Durante su tiempo en el Congreso, se especializó en asuntos de desarrollo rural, infraestructura y políticas para la despoblación, temas prioritarios en su región de origen.

### Senador (2019-2023)
En mayo de 2019, tras finalizar su etapa en el Congreso, Barrios fue elegido senador por Zamora en la Cámara Alta, donde ejerció hasta 2023, participando en la XIII, XIV y XV legislatura. En su papel como senador, impulsó políticas de apoyo al desarrollo rural y medidas contra la despoblación, además de ser parte de varias comisiones parlamentarias, incluyendo la Comisión de Agricultura y la Comisión de Despoblación y Reto Demográfico.